# ゾフィー・フォン・ブランデンブルク＝アンスバッハ (1614-1646)
ゾフィー・フォン・ブランデンブルク＝アンスバッハ（ドイツ語：Sophie von Brandenburg-Ansbach, 1614年1月10日 - 1646年12月3日）は、ブランデンブルク＝バイロイト辺境伯世子エルトマン・アウグストの妃。

## 生涯
ゾフィーはブランデンブルク＝アンスバッハ辺境伯ヨアヒム・エルンストとゾフィー・ツー・ゾルムス＝ラウバッハの長女である。1641年12月8日にアンスバッハにおいてエルトマン・アウグスト・フォン・ブランデンブルク＝バイロイトと結婚した。2人の父は兄弟であり、2人はいとこであった。ゾフィーとエルトマン・アウグストの間には1子クリスティアン・エルンストが生まれ、クリスティアン・エルンストは後にブランデンブルク＝バイロイト辺境伯となった。